# Myśliszów
Myśliszów (niem. Karlswalde) – kolonia w Polsce, położona w województwie dolnośląskim, w powiecie dzierżoniowskim, w gminie Dzierżoniów.
Do 2023 r. miejscowość była przysiółkiem wsi Ostroszowice.
W latach 1975–1998 przysiółek należał administracyjnie do województwa wałbrzyskiego.
Na jego terenie znajduje się las państwowy – Las Myśliszów.

## Szlaki turystyczne
droga Szklary-Samborowice – Jagielno – Przeworno – Gromnik – Biały Kościół – Nieszkowice – Żelowice – Ostra Góra – Niemcza – Tatarski Okop – Gilów – Marianówek – Piława Dolna – Owiesno – Myśliszów – Góra Parkowa – Bielawa – Kalenica – Nowa Ruda – Tłumaczów – Radków – Pasterka – Karłów – Skalne Grzyby – Batorów – Duszniki-Zdrój – Szczytna – Zamek Leśna – Polanica-Zdrój – Bystrzyca Kłodzka – Igliczna – Międzygórze – Przełęcz Puchacza